# Biggest Bluest Hi Fi
Biggest Bluest Hi Fi è il primo album discografico in studio del gruppo musicale indie pop scozzese Camera Obscura, pubblicato nel 2001.

## Tracce
1. Happy New Year – 4:03
2. Eighties Fan – 4:20
3. Houseboat – 3:22
4. Pen and Notebook – 3:26
5. Swimming Pool – 3:56
6. Anti-Western – 3:08
7. I Don't Do Crowds – 3:55
8. The Sun on His Back – 2:50
9. Double Feature – 5:50
10. Arrangements of Shapes and Space – 3:48